# جک مادلین
جک مادلین (انگلیسی: Jack Madelin؛ زادهٔ ۱۹ آوریل ۲۰۰۲) بازیکن فوتبال است.
از باشگاه‌هایی که در آن بازی کرده‌است می‌توان به باشگاه فوتبال ای‌اف‌سی ویمبلدون اشاره کرد.
وی همچنین در تیم‌های ملی فوتبال Wales national under-16 football team و Wales national under-17 football team بازی کرده‌است.